# Liselotte Sundström
Liselotte Björnsdotter Sundström, född 16 juli 1955 i Helsingfors, är en finländsk zoolog. Hon är professor i evolutionsbiologi vid Helsingfors universitet.
Sundström blev filosofie doktor och docent 1994. Hon gjorde postdoktoral forskning på Université de Lausanne 1994–1995, för vilket hon fick stipendium för arbete utomlands av Finlands Akademi och anställning vid universitetet, och på Aarhus universitet 1995–1996. År 1996 återvände hon till Helsingfors universitet där hon fungerade som assistent och lektor vid Institutionen för ekologi och systematik vid Helsingfors universitet, 1998-2002 fungerade hon som akademiforskare och 2002 utnämndes hon till den svenskspråkiga professuren i evolutionsbiologi (tidigare zoologi).
Hennes forskningsobjekt är sociala insekter, särskilt myror. Målsättningen är att förstå evolutionen av altruism inom djurvärlden (särskilt på basis av teorin om släktskapsurval) och den balansgång mellan osjälviskt och själviskt beteende som evolutionärt sett bestämmer uppkomsten av och funktionen hos sociala insektsamhällen.
Sundström fungerade som prodekanus vid Bio- och miljövetenskapliga fakulteten 2014-2017 och 2012-2017 ledde hon forskningen i spetsforskningsenheten för biologiska interaktioner tillsammans med prof. Johanna Mappes, prof. Hanna Kokko och prof. Jaana Bamford. Sundström har publicerat över 100 vetenskapliga artiklar och är medlem av redaktionsråden i flera internationella tidskrifter.